# Averill (Vermont)
Averill – miasto w Stanach Zjednoczonych, w stanie Vermont, w hrabstwie Essex.